# Knodus borki
Knodus borki är en fiskart som beskrevs av Axel Zarske 2008. Knodus borki ingår i släktet Knodus och familjen Characidae. Inga underarter finns listade i Catalogue of Life.